# 亚历山大·梅尔维尔·贝尔
亚历山大·梅尔维尔·贝尔（Alexander Melville Bell；1819年3月1日—1905年8月7日） 是一位语音学家，可視言語发明人，亚历山大·格拉汉姆·贝尔之父。

## 生平
亚历山大·梅尔维尔·贝尔出生于苏格兰爱丁堡，其父亚历山大·贝尔（1790年3月3日生于法夫，1865年4月23日死于北倫敦圣潘克拉斯）是语音学、言语障碍等研究上的权威，曾在爱丁堡大学、倫敦大學教书。其母伊丽莎·格雷斯·西蒙兹（Eliza Grace Symonds；1809年9月21日至1897年1月5日）是一个英国船医的独生女。
他继承父学，1843年至1865年在爱丁堡大学教书，后成为伦敦大学学院讲师。1870年，他移民加拿大，成为女王学院的语文学讲师。
1881年，在儿子格雷厄姆的建议下，他搬到了华盛顿特区，致力于教育聋人使用可视语言。除了在女王学院任教之外，他还在波士顿、蒙特利尔、多伦多、伦敦等地讲学。他是苏格兰皇家艺术学会和美國科學促進會成员。

## 聋人文化

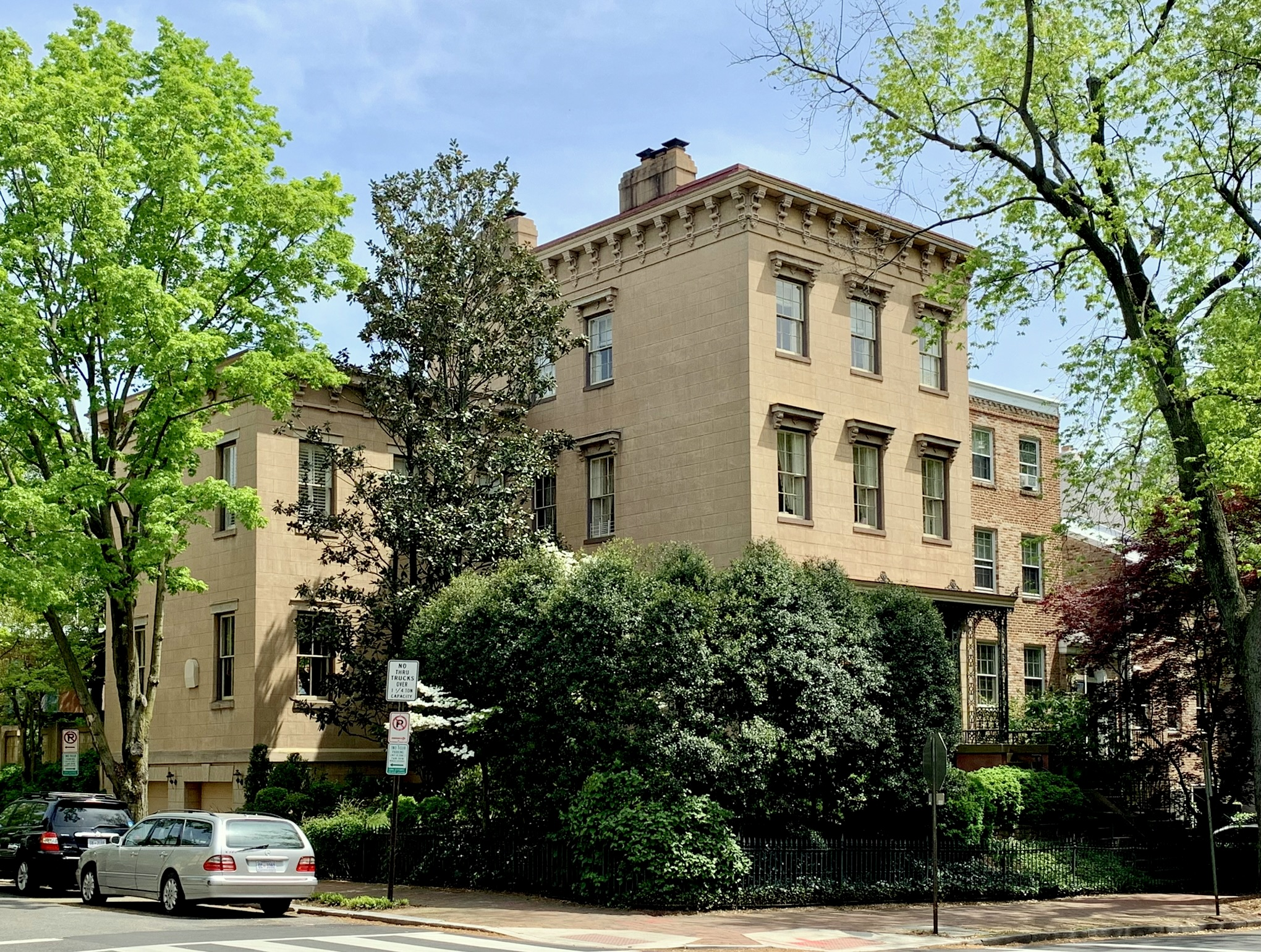
贝尔从1881年直到1905年去世一直居住在这座华盛顿特区的房子里。

1864年，梅尔维尔出版了他的第一部可视语言著作。爱德华·塞甘认为这是比其子亚历山大·格拉汉姆·贝尔的电话更伟大的发明。但它在十几年后由于過於複雜而逐渐被淘汰。
1887年，其子格雷厄姆成立伏打局（Volta Bureau）用来传播聋人知识，拥有梅尔维尔所有作品的版权，梅尔维尔也捐赠了15,000美元为该组织建造新的大楼。

## 去世
他于1905年做过糖尿病手术后，因肺炎去世，享年86岁，与他的妻子一样葬在华盛顿特区的石溪公墓（Rock Creek Cemetery）。弗吉尼亚州殖民海滩的贝尔庄园于1987年成为国家史迹。
他撰写过93部作品。其声音的留声机录音现在仍保存在史密森尼学会。